# Lélege

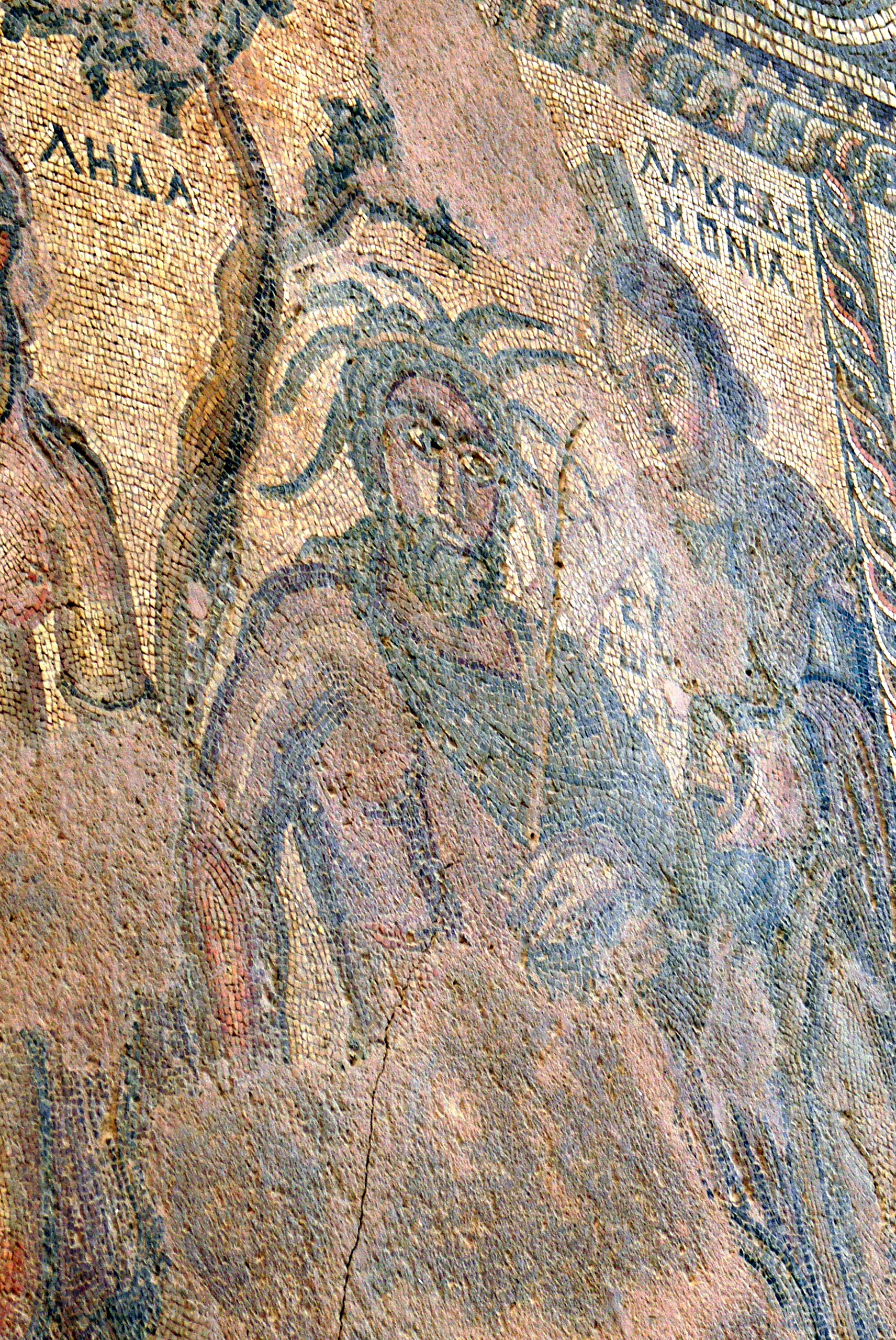
Eurotas, hijo de Lélege, con su hija Esparta.

En la mitología griega, Lélege (en griego antiguo: Λέλεξ, Lelex; gen. Λέλεγος, Lelegos) fue el primer rey de Laconia, uno de los habitantes originarios de la región. Lélege parece haber sido concebido por los antiguos mitógrafos como el fundador homónimo de los léleges, un pueblo a caballo entre el mito y la historia, y que vivía a ambos lados del mar Egeo. Tenía un heroon en Esparta. Dos autores, Pausanias y Apolodoro, nos hablan de Lélege y su descendencia, aunque el propio Pausanias da una versión laconia y otra megarense, que difieren entre ellas. 
Lélege es un prototipo de héroe epónimo primitivo que los propios griegos celebraban como el mítico antepasado de su estirpe. Como sucede con héroes cultuales similares, como Mirmidón, Pelasgo o Lápites, su figura se encuentra difusa en los mitos, y está sometida a diversas variantes según el lugar de origen del poeta que celebre su ascendencia.

## Genealogía de Laconia (Pausanias)
Pausanias es el autor que más nos habla de Lélege, concretamente en su libro dedicado a Laconia. El autor nos dice que Lélege, que era aborigen, fue el primero que reinó en esta tierra y por él fueron llamados léleges sus súbditos. De Lélege nació Miles y otro hijo más joven, Policaón, que se marchó del reino. A la muerte de Miles, heredó el reino su hijo Eurotas. Este hizo bajar al mar mediante un canal el agua estancada de la llanura, y cuando la vació — lo que quedaba era ya la corriente de un río — lo llamó Eurotas. Como Eurotas no tenía hijos varones dejó el reino a Lacedemón, cuya madre era Taígete, de la que recibió el nombre el monte, y de acuerdo con la fama, su padre fue Zeus. Lacedemón se casó con Esparta, hija de Eurotas, y se convirtió entonces en el rey de Laconia.

## Genealogía de Laconia (Apolodoro)
Apolodoro nos dice que Lélege, al que llama uno de los autóctonos, se desposó con la ninfa náyade Cleocaría, y que de esta unión nació Eurotas, otro héroe epónimo. Precisamente la heroína epónima Esparta, hija de Eurotas, fue elegida como esposa de Lacedemón, y de ambos desciende la genealogía laconia. En efecto Lacedemón nombró a la ciudad de Esparta en honor a su esposa; sin embargo, el nombre de la ciudad también sería el suyo, ya que se llamaba Lacedemonia o Esparta indistintamente.
Apolodoro también dice que incluso el héroe Perseo es un descendiente de Lélege. El autor narra la sucesión genealógica de esta manera: Lélege - Eurotas - Esparta - Eurídice - Dánae - Perseo.

## Genealogía de Megara (Pausanias)
Pausanias nos vuelve a hablar de Lélege, pero esta vez lo vincula con la ciudad de Megara. El autor nos dice que Lélege era hijo de Poseidón y Libia, la hija de Épafo. No obstante, según la tradición común, de esta unión nacieron Belo y Agénor, que nada tienen que ver con Lélege en los mitos. Sin embargo tanto Belo como Épafo están relacionados con las tierras de Egipto. Más adelante Pausanias nos dice que Lélege vino de Egipto, obtuvo el reino de Megara, y sus habitantes fueron llamados léleges durante su reinado. Siguiendo con la estirpe de Megara, el autor añade que de Clesón el hijo de Lélege, nació Pilas, y de este a su vez Escirón. Este disputó el reino de Megara con Niso pero Éaco sentenció que su heredero legítimo sería el propio Niso, y no Escirón. Así finalizaría entonces la línea sucesoria de Lélege. La tumba de Lélege era exhibida en Nisea, la acrópolis de Megara.

## Otros autores
En un escolio a Eurípides se nos dice que Lélege fue padre de varios hijos, llamados Miles, Policlón o Policlonte y Bomoloco, de los que nada más se sabe. También tuvo una hija, Terapne, heroína epónima del pueblo homónimo ubicado en Laconia. Existen dudas sobre si el mismo escoliasta refería a Lélege como un hijo de Helios, dios del sol.
En otras tradiciones, nuevamente, Lélege es descrito como un hijo de Esparto y como el padre de Amiclas. Habría que especificar que en esta versión Estéfano prescinde de la epónima Esparta, para sustituirla por su versión masculina, Esparto (no confundir con los espartos del mito de Cadmo) Para complicar más las cosas Pausanias denomina a Esparto como Espartón, y lo hace hijo de Foroneo.

## Familia de Lélege
- Ascendencia:
  - Ninguna (autóctono)[3][5]
  - Poseidón y Libia[8]
  - Helio (dudosamente)[11]
  - Esparto[12]

- Descendencia:
  - Amiclas[12] — normalmente descrito como hijo de Lacedemón
  - Bomoloco[11]
  - Clesón[10]
  - Eurotas (con Cleocaría)[5]
  - Miles[3][11]
  - Policaón[3]
  - Policlón o Policlonte[11] — acaso el mismo que el anterior
  - Terapne[11]